# Sävsjö (gemeente)
Sävsjö is een Zweedse gemeente in Småland. De gemeente behoort tot de provincie Jönköpings län. Ze heeft een totale oppervlakte van 733,0 km² en telde 10.973 inwoners in 2004.

## Plaatsen
| # | Plaats    | Inwoneraantal |
| - | --------- | ------------- |
| 1 | Sävsjö    | 5 068         |
| 2 | Vrigstad  | 1 432         |
| 3 | Stockaryd | 1 003         |
| 4 | Rörvik    | 555           |